# Republic (Missouri)
Republic é uma cidade localizada no estado americano de Missouri, no Condado de Greene.

## Demografia
Segundo o censo americano de 2000, a sua população era de 8438 habitantes.
Em 2006, foi estimada uma população de 11.354, um aumento de 2916 (34.6%).

## Geografia
De acordo com o United States Census Bureau tem uma área de
14,5 km², dos quais 14,5 km² cobertos por terra e 0,0 km² cobertos por água. Republic localiza-se a aproximadamente 399 m acima do nível do mar.

## Localidades na vizinhança
O diagrama seguinte representa as localidades num raio de 16 km ao redor de Republic.